# Янбулатова, Рагида Саитгалеевна
Рагида Саитгалеевна Янбула́това (28.12.1915, деревня Бакаево Уфимский уезд, Уфимская губерния (ныне — Кушнаренковский район, Башкортостан) — 13 октября 1997, Уфа) — башкирская советская актриса, поэт, драматург и переводчик, народная артистка Башкирской АССР (1954), заслуженная артистка РСФСР (1955) и Башкирской АССР (1949), член Союза писателей БАССР/РБ (с 1957).

## Биография
В 1935 году окончила Башкирский техникум искусств (класс Х. Г. Бухарского). С 1935 года — актриса Башкирского академического театра драмы им. М.Гафури (с 1935). Дебютировала в роли Айсылу в спектакле «Хакмар» по пьесе С.Мифтахова. Жила в Уфе по адресу ул. Коммунистическая 34/1.

## Творчество
Автор поэтических сборников стихов, пьес, либретто для музыкального театра, переводила драматические произведения П.Кальдерона, Р.Тагора, В.Гусева, Ч.Айтматова, А.Каххара и др.

Сочинения
Янбулатова, Рагида Саитгалиевна. Неугасающая моя любовь [Текст]: [стихотворения, драмы] / Р. С. Янбулатова; авт. предисл. А. Игебаев. — Уфа: Китап, 2016. — 222 с.: фот. — На башк. яз. — ISBN 978-5-295-06380-0

## Семья
- Муж — Арслан Котлыахметович Мубаряков (1908—1975), башкирский советский актёр, режиссёр, драматург, народный артист СССР (1955).
- Дочь — Мубарякова, Гюлли Арыслановна (1936—2019) - актриса театра и кино, режиссёр, народная артистка СССР (1990).
- Сын - Мубарьяков, Салават Арсланович (1942-2018)